# Manuel Adolfo Varas
Manuel Adolfo Varas Varas (Guayaquil, Ecuador, 2 de abril de 1943-Ibidem., 30 de marzo de 2020), fue un locutor, periodista deportivo y abogado ecuatoriano. Es considerado una leyenda del periodismo deportivo por sus análisis, jocosidad y bromas con las que ganó popularidad y cariño durante 56 años de carrera en medios radiales, manteniendo dicha actividad a la par de su profesión de abogado penalista.

## Primeros años
Manuel Adolfo Varas Varas nació el 2 de abril de 1943, en Guayaquil. En su adolescencia jugó en la división juvenil del club de fútbol Nueve de Octubre, importante club de primera división del futbol ecuatoriano, en el cual también jugó su hermano Alejandro de manera profesional. Estudió en el Colegio Aguirre Abad, para luego estudiar en la Universidad Católica de Santiago de Guayaquil la carrera de licenciatura en derecho, en donde tuvo de compañeros a Vladimiro Álvarez Grau así como Jaime Nebot Saadi entre otros. Obtuvo su título de Abogado de los tribunales en la Universidad Estatal de Guayaquil. 

## Carrera
Comenzó su carrera como comentarista deportivo en Radio América mientras era estudiante de derecho en la UCSG, a la edad de 21 años. Luego trabajó en las radios Sucesos, Bolívar, Mambo, Noticia La Fabulosa.
En 1985 se unió al equipo de una nueva radio Radio Caravana, junto a su amigo y compañero de fórmula el Lcdo. Jacinto Landazuri Soto (El Copamundo), y en donde permaneció hasta su deceso. 
Trabajo como asesor jurídico durante cinco años en la Penitenciaria del Litoral (Guayaquil), fue secretario de la Asociación de Futbol del Guayas (Asoguayas, AFG) por un año., así como Comisario del Canton Daule, provincia del Guayas.
Formó parte del programa deportivo Los Comentaristas durante diez años hasta abril de 2017, y del programa Las Voces del Fútbol. Compartió estos espacios junto al Dr. Mario Canessa y a Mayra Bayas. Fue allí donde alcanzó su más alta cota de popularidad, siendo considerado un periodista de cultura, buena dicción y vivencias deportivas propias. “La palabra fácil para hablar de fútbol” fue su apodo (bautizado por Jacinto Landazuri Soto) por su forma de comentar llena de palabras precisas y no frecuentes en el léxico local, llegando a tener popularidad por sus predicciones y sus anécdotas personales, sin dejar a un lado sus acertados análisis de los encuentros deportivos. 
Falleció el 30 de marzo de 2020, a la edad de 76 años, dos días antes de su cumpleaños, por dificultades con la enfermedad del COVID-19, causado por el virus del SARS-CoV-2, debido a la pandemia de coronavirus en Ecuador, en una clínica al norte de Guayaquil, tras haber sentido síntomas febriles durante cuatro días .
Sus compañeros Mario Canessa y Mayra Bayas publicaron sus condolencias mediante Twitter, al igual que los periodistas Carlos Víctor Morales, Roberto Machado, Gerardo España y Roberto Bonafont, así como los clubes de Barcelona SC y la Federación Ecuatoriana de Fútbol (FEF).